# Armin Havenith

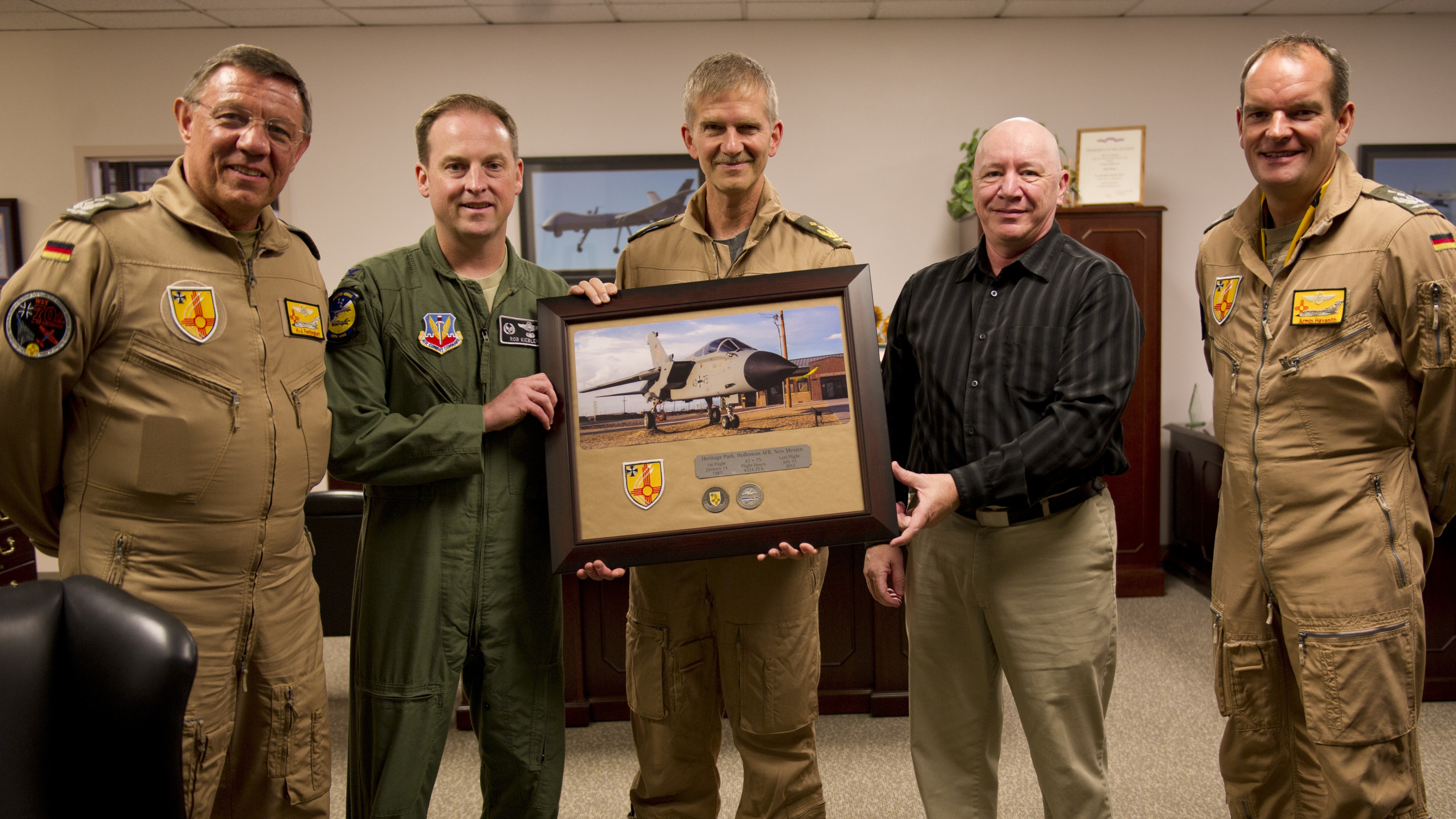
Armin Havenith (2012), ganz rechts, als stellvertretender Kommandeur des Zentrums in Holloman. In der Mitte mit Bild in der Hand Martin Schelleis

Armin Havenith (* 20. November 1967 in Eschweiler) ist ein deutscher Brigadegeneral und General Flugsicherheit in der Bundeswehr im Luftfahrtamt der Bundeswehr.

## Leben

### Militärischer Werdegang
Armin Havenith trat 1987 als Offizieranwärter der Marine in die Bundeswehr ein und absolvierte den Offizierlehrgang an der Marineschule Mürwik. Von 1988 bis 1989 wurde er als Wachoffizier auf den Minenjagdboot Minden (Lindau-Klasse) eingesetzt, danach nahm er an der fliegerischen Eignungsfeststellung an der Offizierschule der Luftwaffe in Fürstenfeldbruck teil und begann im Anschluss seine Pilotenausbildung zum Jetpiloten beim Euro NATO Joint Jet Pilot Training auf der Sheppard Air Force Base in Texas.
Nach erfolgreichem Abschluss dieser Ausbildung absolvierte er von 1991 bis 1992 seine Europäisierung auf dem Alpha Jet beim Jagdbombergeschwader 49, ebenfalls in Fürstenfeldbruck, bevor er im darauf folgenden Jahr auf dem Jagdbomber Panavia Tornado ausgebildet wurde. Diese Schulung fand beim Tri-National Tornado Training Establishment in RAF Cottesmore im Vereinigten Königreich und beim Jagdbombergeschwader 38 im niedersächsischen Jever statt. 1993 wechselte er zur Luftwaffe und wurde als Luftfahrzeugführer beim Jagdbombergeschwader 31 in Nörvenich bei Köln eingesetzt. Von 1999 bis 2001 absolvierte er den nationalen Generalstabslehrgang an der Führungsakademie der Bundeswehr in Hamburg.
Im Anschluss wurde Armin Havenith Staffelkapitän der 2. Staffel des Jagdbombergeschwaders 33 in Büchel in der Eifel und von 2003 bis 2005 als Dezernatsleiter A3 und Abteilungsleiter bei der 2. Luftwaffendivision in Birkenfeld eingesetzt. Daran schloss sich von 2005 bis 2008 eine Verwendung als Referent beim Führungsstab der Luftwaffe zuständig für internationale Zusammenarbeit, im Bundesministerium der Verteidigung in Bonn, an.
Auch seine weiteren Verwendungen führten Havenith durch verschiedene Kommandobehörden, so von 2008 bis 2011 als Stabsoffizier für J5 Policy & Concepts Implementation beim Joint Forces Command im niederländischen Brunssum. Danach war er kurzzeitig noch als Dezernatsleiter im Luftwaffenführungskommando in Köln eingesetzt. 2011 wurde er erneut auf das Muster Tornado geschult und übernahm 2012 das Kommando als Kommandeur des Fliegerischen Ausbildungszentrums der Luftwaffe auf der Holloman Air Force Base in New Mexico.
Ab 2015 schlossen sich weitere Verwendungen in höheren Kommandobehörden an, zunächst als Vertreter des Gruppenleiters Luft I Grundlagen beim Luftwaffentruppenkommando in Köln, danach bis 2017 als Unterabteilungsleiter 2 II, verantwortlich für Führung und Einsatz, im Kommando Luftwaffe in Berlin-Gatow. Danach wurde er Abteilungsleiter in Einsatzführungskommando der Bundeswehr in Potsdam. Ab 2020 war  Armin Havenith für zwei Jahre Referatsleiter in der Abteilung Führung Streitkräfte im Bundesministerium der Verteidigung, wiederum am Dienstsitz in Bonn, bevor er ein Jahr als Lehrgangsteilnehmer am Royal College of Defense Studies in London verbrachte.
Von September 2023 bis Juni 2024 war er Direktor Ausbildung und stellvertretender Kommandeur an der Führungsakademie der Bundeswehr in Hamburg. Im Juli 2024 wurde er zum General Flugsicherheit in der Bundeswehr im Luftfahrtamt der Bundeswehr ernannt.

### Privates
Armin Havenith ist verheiratet und hat zwei Kinder.